# Уэйд, Джейсон
Джейсон Майкл Уэйд (англ. Jason Michael Wade, род. 5 июля 1980 года) — американский певец и автор песен, наиболее известен как ведущий вокалист и гитарист американской альтернативной рок-группы Lifehouse.

## Lifehouse
В возрасте 15 лет, Уэйд решил создать группу (первоначально она называлась Blyss) с приятелями, Серхио Андраде и Риком Вулстенхулмом. Группа Lifehouse стала успешной, благодаря своему дебютному альбому No Name Face, который был выпущен в 2000 году. По состоянию на 2019 год группа Lifehouse продала более 15 миллионов синглов и альбомов по всему миру.

## Соло
В 2001 году Уэйд записал кавер-версию песни «You Belong to Me» для мультфильма Шрек.
В 2017 году он выпустил сольный альбом под названием Paper Cuts.
В 2018 году Уэйд создал группу под названием ØZWALD совместно с гитаристом Lifehouse, Стивом Стаутом. Они выпустили множество синглов и два альбома: Sweet Delirium и Born In A State.

## Личная жизнь
Родители Уэйда в разводе. После развода он с матерью переехал в Сиэтл.
По словам Уэйда, он исполнял песню «You and Me» когда делал предложение своей тогдашней подруге Брэден, на которой женился в 2001 году.